# Berlin-Marathon 1992
| 19. Berlin-Marathon    | 19. Berlin-Marathon     |
| ---------------------- | ----------------------- |
| Stadt                  | Berlin, Deutschland     |
| Datum                  | 27. September 1992      |
| Distanz                | 42,195 Kilometer        |
| Sieger                 |                         |
| Männer                 | David Tsebe (2:08:07 h) |
| Frauen                 | Uta Pippig (2:30:22 h)  |
| ← Berlin-Marathon 1991 | Berlin-Marathon 1993 →  |
| Website                | Offizielle Website      |

Der Berlin-Marathon 1992 (offiziell: Canon Berlin-Marathon 1992) war die 19. Ausgabe der jährlich stattfindenden Laufveranstaltung in Berlin, Deutschland. Der Marathon fand am 27. September 1992 statt.
Bei den Männern gewann David Tsebe in 2:08:07 h, bei den Frauen Uta Pippig in 2:30:22 h.

## Ergebnisse

### Männer
| Platz | Athlet               | Land                   | Zeit (h) |
| ----- | -------------------- | ---------------------- | -------- |
| 01    | David Tsebe          | Südafrika              | 2:08:07  |
| 02    | Manuel Matias        | Portugal               | 2:08:38  |
| 03    | Simon Karori         | Kenia                  | 2:11:50  |
| 04    | Harri Hanninen       | Finnland               | 2:13:06  |
| 05    | Thabiso Paul Moqhali | Lesotho                | 2:13:19  |
| 06    | Jose Carlos da Silva | Brasilien              | 2:13:20  |
| 07    | Carlos Patricio      | Portugal               | 2:13:29  |
| 08    | Slawomir Gurny       | Polen                  | 2:13:39  |
| 09    | Kevin McCluskey      | Vereinigtes Königreich | 2:14:04  |
| 10    | Sam Nyangincha       | Kenia                  | 2:14:09  |

### Frauen
| Platz | Athletin              | Land                   | Zeit (h) |
| ----- | --------------------- | ---------------------- | -------- |
| 01    | Uta Pippig            | Deutschland            | 2:30:22  |
| 02    | Renata Kokowska       | Polen                  | 2:30:57  |
| 03    | Anna Rybicka          | Polen                  | 2:31:56  |
| 04    | Ljubow Klotschko      | Ukraine                | 2:32:13  |
| 05    | Kirsi Mattila         | Finnland               | 2:32:31  |
| 06    | Kazjaryna Chramenkawa | Belarus                | 2:33:26  |
| 07    | Izabela Zatorska      | Polen                  | 2:33:46  |
| 08    | Marie-Helene Ohier    | Frankreich             | 2:33:53  |
| 09    | Elena Nilova          | Russland               | 2:37:40  |
| 10    | Lynn Harding          | Vereinigtes Königreich | 2:38:01  |